# Oligoschema nuda
Oligoschema nuda là một loài ruồi trong họ Asilidae. Oligoschema nuda được Becker miêu tả năm 1925. Loài này phân bố ở miền Ấn Độ - Mã Lai.